# Карловац
Карловац (мађ. Károlyváros) је град у Хрватској и административно средиште Карловачке жупаније. Према резултатима пописа из 2011. у граду је живело 49.377 становника, а у самом насељу је живело 41.869 становника.

## Географија
Карловац је град у средишњој Хрватској, 56 km југозападно од Загреба и 130 km источно од Ријеке.
Смјештен је на динарском рубу Панонске низине, а управо с карловачког подручја почиње бреговити и планински дио према Медитерану. Налази се на раскршћу важних саобраћајних и жељезничких праваца из Загреба према Ријеци и Сплиту. Уз многобројне паркове и зелене просторе, специфичност Карловца су чак четири ријеке које пролазе кроз град — Корана, Купа, Добра и Мрежница.

## Историја
У међурјечју четири ријеке подигнут је у 16. вијеку идеални ренесансни град у облику шестокраке звијезде, подијељене у 24 правилна просторна блока. Због одбране од турских освајача, започела је 13. јула 1579. године изградња карловачке тврђаве. Било је то на посједу властелинске породице Зринских, под самим старим градом Дубовцем. Градњом је управљао тада познати градитељ Мартин Гамбон. Само име Карловац (Carlstadt) град је добио у част свога оснивача аустријског надвојводе Карла Хабсбуршког.
Тврђава је прави бисер оновременог градитељског и фортификацијског умијећа. Граде се бедеми и бастиони, а унутар тврђаве, у самом геометријском средишту старог градског језгра, прво су изграђени војни и сакрални објекти. Тако је на средишњем ренесансном тргу још 1580. године подигнута првобитна црква Свете Тројце.
Током 16. и 17. вијека тврђава и војска управљају градом који мало по мало мијења своје лице. Угрожавале су га поплаве, пустошили га пожари. У великом пожару 1594. године изгорио је цијели град. Карловцем су харале епидемије куге, од којих је најтежа била 1773. године, када је помрла готово половина становништва.
Турци су укупно седам пута опсједали Карловац, али га нису успјели заузети. Посљедња османлијска опсада догодила се 1672. године. Карловачка је тврђава, због плављеног и просторно ограниченог терена полако али неизбјеживо губила своју стратегијску важност. Већ у првим деценијама 18. вијека траже се рјешења изван граница њеног простора. Почиње обнова бедема и бастиона старе ренесансне тврђаве и изградња кућа од чвршће грађе, које ће одољевати честим пожарима.
Град Карловац, који је изграђен као тврђава за одбрану од Турака, био је под војном управом. Крути војни прописи били су кочница економског развитка града будући да су онемогућавали слободан развој трговине. Незадовољни таквим ограниченим положајем грађани Карловца захтевали су од краљице Марије Терезе да Карловац прогласи слободним градом и у њему уведе цивилну управу. Након учесталих молби грађана у Карловцу је 1693. године уведен Магистрат с ограниченом самоуправом. Убрзо се, међутим, показало да оваква ограничена самоуправа и зависност од војне управе ограничава развој трговине. Стога су грађани Карловца и даље тражили да Марија Тереза Карловац изузме од војне власти и прогласи га слободним и краљевским градом.
Након дугогодишњих захтијевања грађана Карловца, хрватски сабор је на засједању одржаном 1770. године тражио је да се хрватско приморје врати Хрватској, а Карловац прогласи слободним и краљевским градом и припоји цивилној Хрватској. Послије дугих расправа краљица Марија Тереза је својим отписом од 1776. године одлучила да се град и лука Ријека, заједно с оним дијелом бакарских коморских добара који се налазе на десној страни Каролинског пута, врате Краљевини Хрватској, те да се за та подручја оснује нова Северинска жупанија. Истим је отписом одређено и да се Карловцу даје положај слободног града. Северинска жупанија основана је 1777. године. Именовано је и краљевско повјереништво које је Карловац и предјеле нове жупаније требало да преда цивилним градским властима. Послови су повјерени ријечком губернатору и жупану нове Северинске жупаније Јосипу Мајлату де Секељу, Николи Шкрлецу Ломничком и генералу Басену.
С временом, град који расте и развија се, раскида с војним властима. Године 1763. изабран је први градски магистрат, а двије године касније основана је и карловачка Гимназија. Царица Марија Тереза проглашава Карловац слободним краљевским градом, а цар Јосип II издаје 1781. године Повељу о привилегијама слободног краљевског града с грбом. У 18. вијеку и у већем дијелу 19. вијека. Карловац ће постати најважнији трговачки град између Јадранског мора и Подунавља. Граде се путеви: Каролински пут Карловац – Ријека, Јозефински пут Карловац – Сењ и Лујзински пут Карловац – Ријека.
Крајем 18. вијека Карловац је проживљавао своје прво „златно доба“ економског развоја, а средином 19. вијека. своје друго „златно доба“ процватом лађарства на Купи. На самом почетку 20. вијека Карловац је по броју становника и економском потенцијалу био трећи град у Хрватској. За вријеме Другог свјетског рата у Карловцу су усташе побиле многе Србе. То се поновило и за вријеме посљедњег рата када су многи Срби страдали. Тада је у Карловцу порушен и храм Светог Николе, изграђен 1785. године.

## Становништво
Године 2005. град је имао 60.395 становника. Према попису из 2001. године, Карловац је имао 59.395 становника, од којих 49.082 живи на ужем градском подручју.
Демографија Карловца се знатно промијенила након ратова 1990-их. Многе српске породице су напустиле Карловац 1991. године, на почетку рата у Хрватској, а њихове домове су населили хрватске породице избјегле из других дијелова Хрватске и Босне и Херцеговине.

### Етничка структура
Етничка структура Карловца 2011. године:
- Хрвати – 49.140 (88,21%)
- Срби – 4.460 (8,01%)
- Бошњаци – 250 (0,45%)
- Албанци – 237 (0,43%)
- остали (Македонци, Црногорци и др).

82,36% становништва је католичке, 6,94% православне и 1,27% муслиманске вероисповести.
Етничка структура Карловца 2001. године:
- Хрвати – 50.977 (85,86%)
- Срби – 5.076 (8,55%)
- Албанци – 186 (0,31%)
- Бошњаци – 149 (0,25%)
- остали (Македонци, Црногорци и др).

82,83% становништва је католичке, 7,43% православне и 1,10% муслиманске вероисповести.

## Попис 1991.
На попису становништва 1991. године, насељено место Карловац је имало 59.999 становника, следећег националног састава:
| Попис 1991.‍    | Попис 1991.‍  | Попис 1991.‍ | Попис 1991.‍ | Попис 1991.‍ |
| -------------- | ------------ | ----------- | ----------- | ----------- |
|                |              |             |             |             |
| Хрвати         | Хрвати       |             | 38.533      | 64,22%      |
| Срби           | Срби         |             | 14.529      | 24,21%      |
| Југословени    | Југословени  |             | 2.583       | 4,30%       |
| Муслимани      | Муслимани    |             | 448         | 0,74%       |
| Словенци       | Словенци     |             | 353         | 0,58%       |
| Црногорци      | Црногорци    |             | 173         | 0,28%       |
| Албанци        | Албанци      |             | 166         | 0,27%       |
| Македонци      | Македонци    |             | 159         | 0,26%       |
| Мађари         | Мађари       |             | 48          | 0,08%       |
| Италијани      | Италијани    |             | 15          | 0,02%       |
| Чеси           | Чеси         |             | 14          | 0,02%       |
| Немци          | Немци        |             | 13          | 0,02%       |
| Словаци        | Словаци      |             | 13          | 0,02%       |
| Роми           | Роми         |             | 12          | 0,02%       |
| Руси           | Руси         |             | 12          | 0,02%       |
| Украјинци      | Украјинци    |             | 8           | 0,01%       |
| Русини         | Русини       |             | 7           | 0,01%       |
| Бугари         | Бугари       |             | 6           | 0,01%       |
| Аустријанци    | Аустријанци  |             | 4           | 0,00%       |
| Пољаци         | Пољаци       |             | 4           | 0,00%       |
| Турци          | Турци        |             | 4           | 0,00%       |
| Грци           | Грци         |             | 2           | 0,00%       |
| Јевреји        | Јевреји      |             | 1           | 0,00%       |
| остали         | остали       |             | 24          | 0,04%       |
| неопредељени   | неопредељени |             | 1.705       | 2,84%       |
| регион. опр.   | регион. опр. |             | 75          | 0,12%       |
| непознато      | непознато    |             | 1.088       | 1,81%       |
| укупно: 59.999 |              |             |             |             |

## Срби у Карловцу
Карловац је "сазидан" 1579. године, и ту су дошли многи избегли Срби војници (коњаници и пешаци), са нарочитим повластицама.
Манојло Грбић у "Карловачком владичанству" у 1. књизи (од три заједно објављене у једној, репринт издање 1990, Топуско), на 85. страни пише да је Карловац основан 13. августа 1593. године на 900 турских лобања. Око оснивања града говори да су стража били Срби из Жумберка, али су потом само Нијемци католици досељавани у сам град, а Срби у околна села. Касније је допуштено и православним Србима да се насељавају, па наводи број Срба по годинама, на 147. страни. 1783. - 53 Срба, 1790. - 130, 1797. - 182, 1800. - 157, 1880. - 496 Срба.
Помиње се 1805. године као претплатник књиге Јоакима Вујића, месни парох Павел Мејић. Начелник града Карловца био је 1858. године Јован Обрадовић. У Карловац је у јесен 1862. године доспео Рус, Василије Лазар и ту од болести убрзо умро. Свој иметак од 12.000 ф. завештао је православној цркви у месту.
Према последњем предратном попису становништва из 1991. године, град Карловац имао је 59.999 становника, од чега Срба — 14.529 (24,21%). Данас је број Срба у граду знатно мањи. У Карловцу је седиште Горњокарловачке епархије Српске православне цркве.

## Познате личности
- Јован Барако, српски добротвор
- Душан Данчуо, српски пјевач
- Паулина Матијевић, српска добротворка
- Јелка Глумичић (*1941), оснивачица карловачке комисије за људска права [мртва веза]
- Ђорђе Петровић (1933—2015), академски сликар
- Давор Гобац (*1964), пјевач групе Психомодо поп
- Бранко Кокир (*1974), југословенски рукометаш
- Елвира Абдић (*1967), босанскохерцеговачка политичарка, ћерка Фикрета Абдића
- Драгојла Јарневић (1812—1874), књижевница и пјесникиња
- Вјекослав Карас (1821—1858), сликар
- Радослав Лопашић (1835—1893), историчар
- Гајо Петровић (1927—1993), филозоф и лекар
- Слава Рашкај (1877—1906), сликарка
- Иван Рибар (1881—1968), југословенски политичар
- Већеслав Хољевац (1917—1970), народни херој Југославије
- Фран Крсто Франкопан (1643—1671), пјесник, племић и побуњеник
- Максимилијан Врховац (1752—1827), загребачки бискуп
- Лукијан Мушицки (1828—1837), епископ горњокарловачки
- Михаило Петровић (1863—1934), српски хирург
- Манојло Грбић (1844—1899), историчар Српске православне цркве

## Култура
Средишња културна институција у граду данас је Градско позориште „Зорин дом“, с богатим драмским, музичким и ликовним програмом током године.
Градски музеј Карловац као једина локална музејска установа дефинише своје дјеловање у најширем могућем опсегу настојећи да обухвати све аспекте припадног природно-културно-историјског крајолика.
У Карловцу је и сједиште Горњокарловачке православне епархије Српске православне цркве.

## Знаменитости
- Фрањевачки манастир с црквом Светог Тројства
- Павлински манастир у Каменском
- Национално светиште Светог Јосипа
- Православна Саборна црква Светог Николе
- Градски музеј
- Стари град Дубовац
- „Звијезда“ — историјски центар Карловца, плански изграђен и окружен утврдом у облику шестокраке звијезде.

## Образовање

### Основне школе
- Основна школа Банија
- Основна школа Браће Сељан (назив из СФРЈ Иво Лола Рибар)
- Основна школа Драгојле Јарневић
- Основна школа Дубовац
- Основна школа Грабрик
- Основна школа Махично
- Основна школа Шварча
- Основна школа Турањ

### Средње школе
- Економско-туристичка школа Карловац
- Гимназија Карловац
- Медицинска школа Карловац
- Мјешовито индустријско-обртничка школа
- Средња школа Дуга Реса
- Шумарска и дрводјељска школа Карловац
- Техничка школа Карловац
- Технолошко-хемијска школа Карловац
- Трговачко-угоститељска школа Карловац

### Високошколске установе
- Велеучилиште у Карловцу

## Спорт
Иако величином релативно мален, Карловац је изразито спортски град, те је био домаћин великих међународних спортских догађаја као што су Свјетско првенство у кошарци 1970, Европско првенство у кошарци 1975, Универзијада 1987. и Свјетско рукометно првенство за жене 2003. године.
У раздобљу између 1959. и 1974. године, Карловац је био познат и као „град кошарке“, са Жељезничаром као стандардним прволигашем. У граду је 1964. гостовала и одабрана селекција НБА лиге, с тадашњим великим звијездама попут Била Расела, Вилта Чејмберлена.

## Партнерски градови
- Алесандрија
- Канзас Сити
- Будимпешта
- Вуковар